# Eleonora Duse
Eleonora Duse (Vigevano, 3. listopada 1858. – Pittsburg, 21. travnja 1924.), talijanska kazališna glumica.
U 66. godini, teško bolesna od tuberkuloze, zadivila je svjetsku javnost iznenadnim gostovanjem u Pragu i Pittsburgu. Godinama usamljena i daleko od pozornice vratila se na scenu trijumfalno, ali posljednji put. Kao protagonistica u drami "Zatvorena vrata" glumila je sjedeći, a govorila promuklim jedva čujnim glasom, da bi zadnju snagu svojih razjedenih pluća čuvala za svršetak, kada je znamenitim scenskim krikom očajnički zavapila: "Sama! Sama!". Kraj predstave poistovjetio se i s krajem njezina burna i slavna života. 
Zagušena kašljem, umrla je sasvim sama, u hotelskoj sobi u Pittsburgu. 